# Liste der Bodendenkmäler in Ainring

Wappen von Ainring

Auf dieser Seite sind die Bodendenkmäler in der oberbayerischen Gemeinde Ainring zusammengestellt. Diese Tabelle ist eine Teilliste der Liste der Bodendenkmäler in Bayern. Grundlage ist die Bayerische Denkmalliste, die auf Basis des Bayerischen Denkmalschutzgesetzes vom 1. Oktober 1973 erstmals erstellt wurde und seither durch das Bayerische Landesamt für Denkmalpflege geführt wird. Die folgenden Angaben ersetzen nicht die rechtsverbindliche Auskunft der Denkmalschutzbehörde.

## Bodendenkmäler der Gemeinde Ainring

### Bodendenkmäler in der Gemarkung Ainring
| Lage | Objekt | Akten-Nr.     | Bild                                                      |
| --- | --- | ------------- | --------------------------------------------------------- |
| Ainring Ulrichshögl (Standort)                                                                            | Verebneter Burgstall des hohen Mittelalters (Feste Högl). | D-1-8143-0012 |                                                           |
| Ainring Südöstlich Mühlreit, direkt an der B 304 (Standort)                                               | Verebnete Grabhügel vorgeschichtlicher Zeitstellung. | D-1-8143-0014 |                                                           |
| Ainring Gumpinger Straße, bei Haus Nr. 51 (Standort)                                                      | Reihengräberfeld des frühen Mittelalters. | D-1-8143-0026 |                                                           |
| Ainring Feldkirchen, Franz-Wisbacher-Straße/Gumpinger Straße (Standort)                                   | Reihengräberfeld des frühen Mittelalters. | D-1-8143-0027 |                                                           |
| Ainring B 20, bei Einmündung Fischerweg (Standort)                                                        | Siedlung der mittleren und späten römischen Kaiserzeit. | D-1-8143-0030 |                                                           |
| Ainring Ab Saalachufer fast ausschließlich dem Verlauf der B 304 bis westlich Mühlreit folgend (Standort) | Straße der römischen Kaiserzeit (Teilstück der Via-Julia-Trasse Augsburg–Salzburg) mit Bohlenweg und Brücke.                                                                    | D-1-8143-0094 |                                                           |
| Ainring Nördliches Ende Gumpinger Straße (Standort)                                                       | Körpergräber der späten römischen Kaiserzeit. | D-1-8143-0174 |                                                           |
| Ainring Ainringer Moor (Standort)                                                                         | Ainringer Moos Mooropferplatz und Bohlenweg vorgeschichtlicher Zeitstellung, unter anderem der Bronzezeit und der Urnenfelderzeit.                                              | D-1-8143-0177 | Mooropferplatz und Bohlenweg im                           |
| Ainring Gumpinger Straße 22 (Standort)                                                                    | Untertägige mittelalterliche und frühneuzeitliche Befunde im Bereich der katholischen Pfarrkirche Mariä Himmelfahrt in Feldkirchen und ihres Vorgängerbaus.                     | D-1-8143-0178 | weitere Bilder                                            |
| Ainring Pfarrer-Reiter-Weg 4 (Standort)                                                                   | Untertägige mittelalterliche und frühneuzeitliche Befunde im Bereich der katholischen Pfarrkirche St. Laurentius und Mauritius in Ainring und ihrer Vorgängerbauten.            | D-1-8143-0180 | weitere Bilder                                            |
| Ainring Pfarrer-Reiter-Weg 6 (Standort)                                                                   | Untertägige mittelalterliche und frühneuzeitliche Befunde im Bereich des ehemaligen Adelssitzes und heutigen Pfarrhofes von Ainring.                                            | D-1-8143-0181 | Untertägige Befunde im Bereich des ehemaligen Adelssitzes |
| Ainring Perach, Ziegelweg 10 (Standort)                                                                   | Untertägige mittelalterliche und frühneuzeitliche Befunde im Bereich der katholischen Filialkirche St. Andreas in Perach.                                                       | D-1-8143-0189 | Untertägige Befunde im Bereich St. Andreas                |
| Ainring Ulrichshögl, St. Ulrich (Standort)                                                                | Filialkirche St. Ulrich Untertägige mittelalterliche und frühneuzeitliche Befunde im Bereich der katholischen Filialkirche St. Ulrich in Ulrichshögl und ihrer Vorgängerbauten. | D-1-8143-0193 | weitere Bilder                                            |
| Ainring Adelstetten, bei Haus Nr. 11 (Standort)                                                           | Burgstall des späten Mittelalters und der frühen Neuzeit (Schloss Adelstetten).                                                                                                 | D-1-8143-0195 |                                                           |
| Ainring Hammerau, zwischen Hammerauer Mühlbach und Saalach (Standort)                                     | Höhensiedlung des Jungneolithikums (Altheimer Kultur) und der Bronzezeit (Auhögl).                                                                                              | D-1-8243-0003 |                                                           |
| Ainring Bicheln 1 1/2 (Standort)                                                                          | Untertägige mittelalterliche und frühneuzeitliche Befunde im Bereich der katholischen Filialkirche St. Erasmus in Bicheln.                                                      | D-1-8243-0150 | Untertägige Befunde im Bereich St. Erasmus                |

### Bodendenkmäler in der Gemarkung Straß
| Lage                                                       | Objekt | Akten-Nr.     | Bild           |
| ---------------------------------------------------------- | --- | ------------- | -------------- |
| Straß Zwischen Ottmaning und Thundorf (Standort)           | Grabhügel mit Bestattungen der Hallstattzeit und der frühen Latènezeit.                                                                             | D-1-8143-0001 |                |
| Straß Westlich Thundorf (Standort)                         | Villa rustica der römischen Kaiserzeit. | D-1-8143-0010 |                |
| Straß Straß, östlicher Teil direkt an der B 304 (Standort) | Körpergräber vor- und frühgeschichtlicher Zeitstellung.                                                                                             | D-1-8143-0013 |                |
| Straß Bei Ottmaning (Standort)                             | Reihengräberfeld des frühen Mittelalters. | D-1-8143-0025 |                |
| Straß Weng, Golfplatz (Standort)                           | Burgstall des hohen oder späten Mittelalters. | D-1-8143-0093 |                |
| Straß Nördlich Straß (Standort)                            | Straße der römischen Kaiserzeit (Teilstück der Via-Julia-Trasse Augsburg–Salzburg).                                                                 | D-1-8143-0173 |                |
| Straß Thundorf 49 (Standort)                               | Untertägige mittelalterliche und frühneuzeitliche Befunde im Bereich der katholischen Pfarrkirche St. Martin in Thundorf und ihrer Vorgängerbauten. | D-1-8143-0183 | weitere Bilder |
| Straß Straß 40 (Standort)                                  | Untertägige mittelalterliche und frühneuzeitliche Befunde im Bereich der katholischen Filialkirche St. Nikolaus in Straß und ihrer Vorgängerbauten. | D-1-8143-0191 | weitere Bilder |
| Straß In Sur (Standort)                                    | Abgegangene Kirche des Mittelalters und der frühen Neuzeit (St. Stephanus).                                                                         | D-1-8143-0199 |                |
| Straß Nordwestlich Weng (Standort)                         | Grabhügel vorgeschichtlicher Zeitstellung. | D-1-8143-0280 |                |